# Boletín de la Real Academia de la Historia
Boletín de la Real Academia de la Historia (abreviado BRAH) es una revista española de estudios históricos editada por la Real Academia de la Historia, difundiendo no solo investigaciones, sino también el resto de sus actividades. Fue fundada en 1877.